# Walenty Lipiński
Walenty Lipiński (ur. 21 lutego 1813, zm. 8 maja 1897 w Sanoku) – powstaniec listopadowy, kotlarz, przedsiębiorca. Współzałożyciel Zakładów Kotlarskich w Sanoku, które dały początek późniejszej fabryce wagonów i autobusów Autosan.

## Życiorys

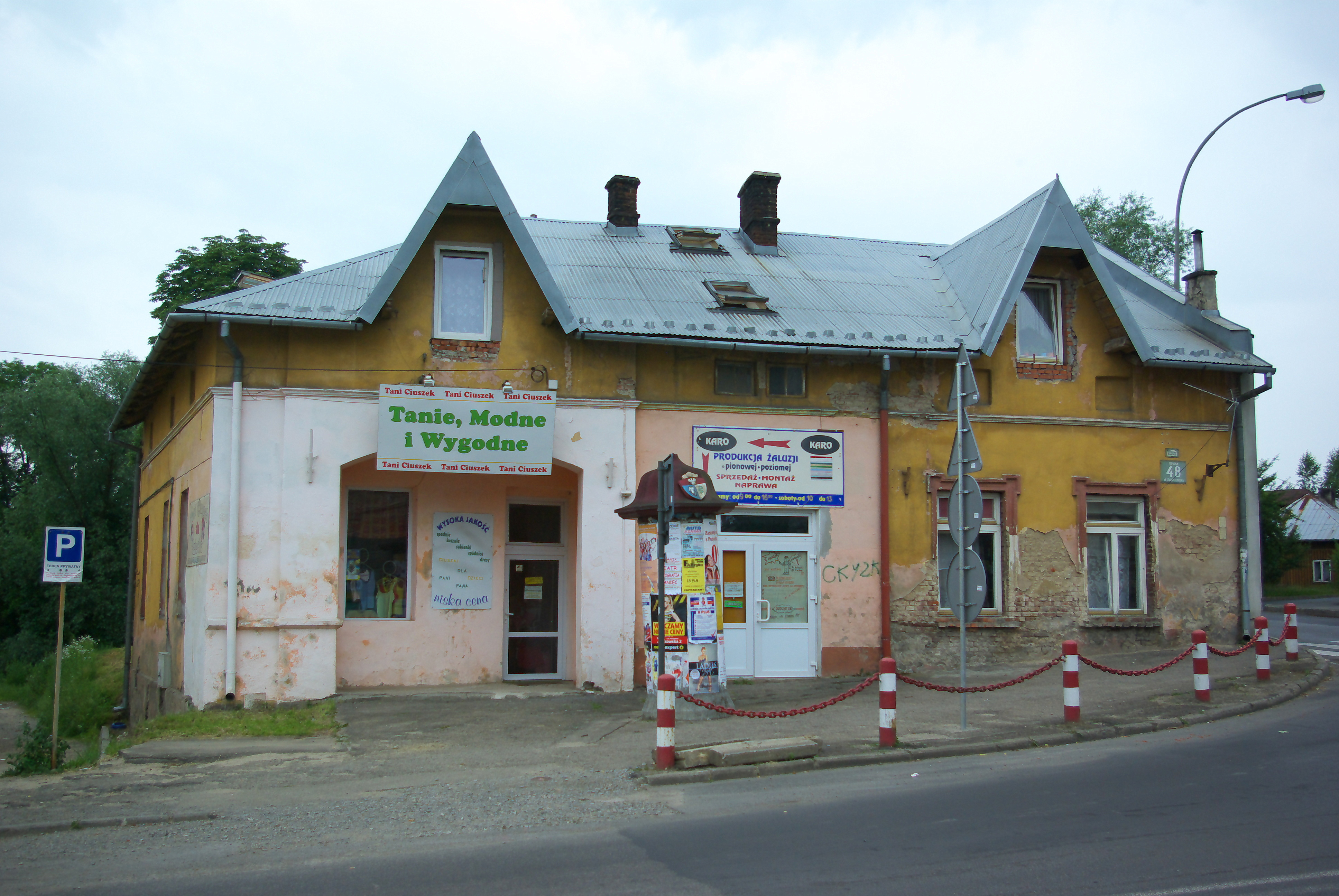
Budynek byłej karczmy „Murowanka” w Sanoku

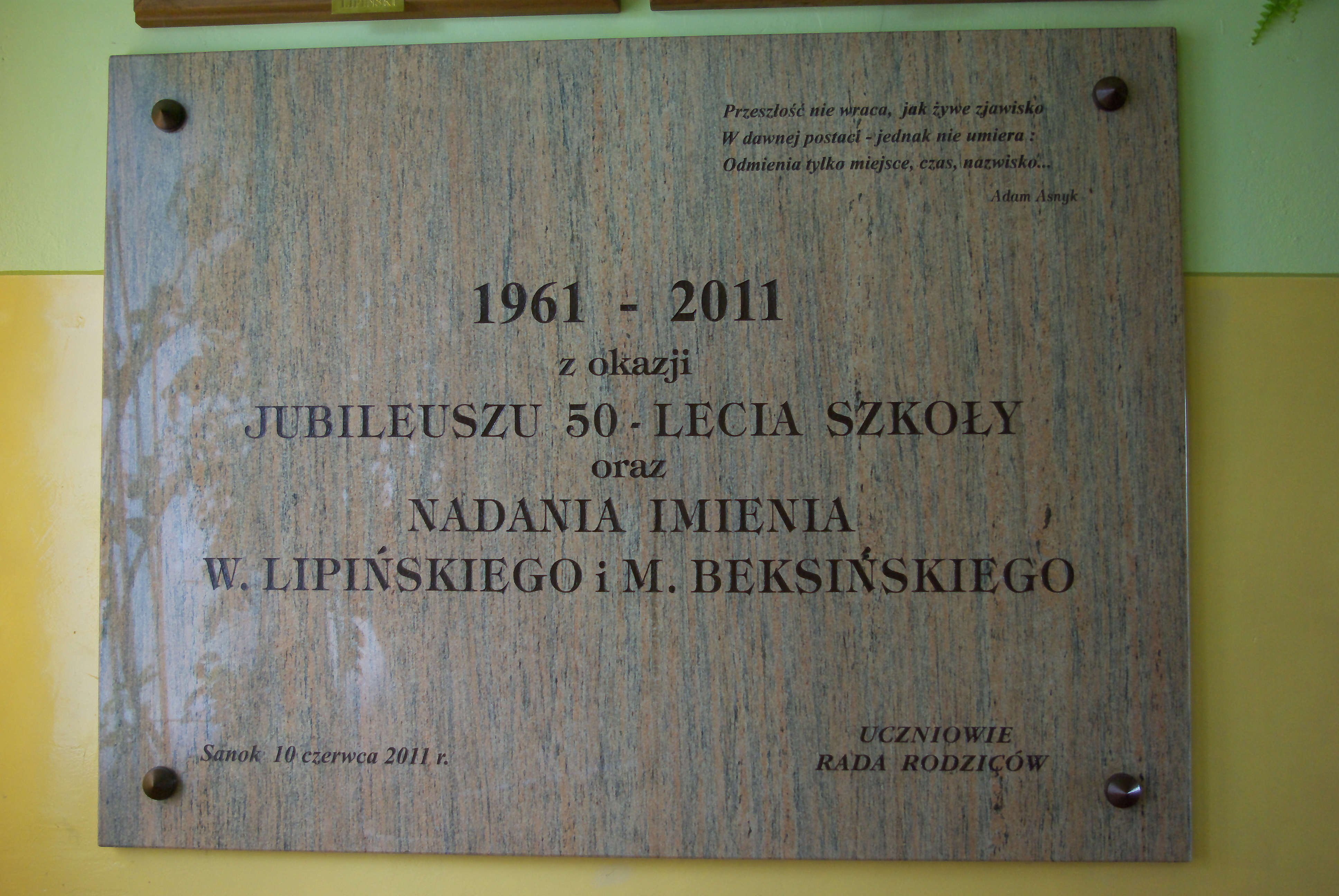
Tablica w ZS nr 3 w Sanoku

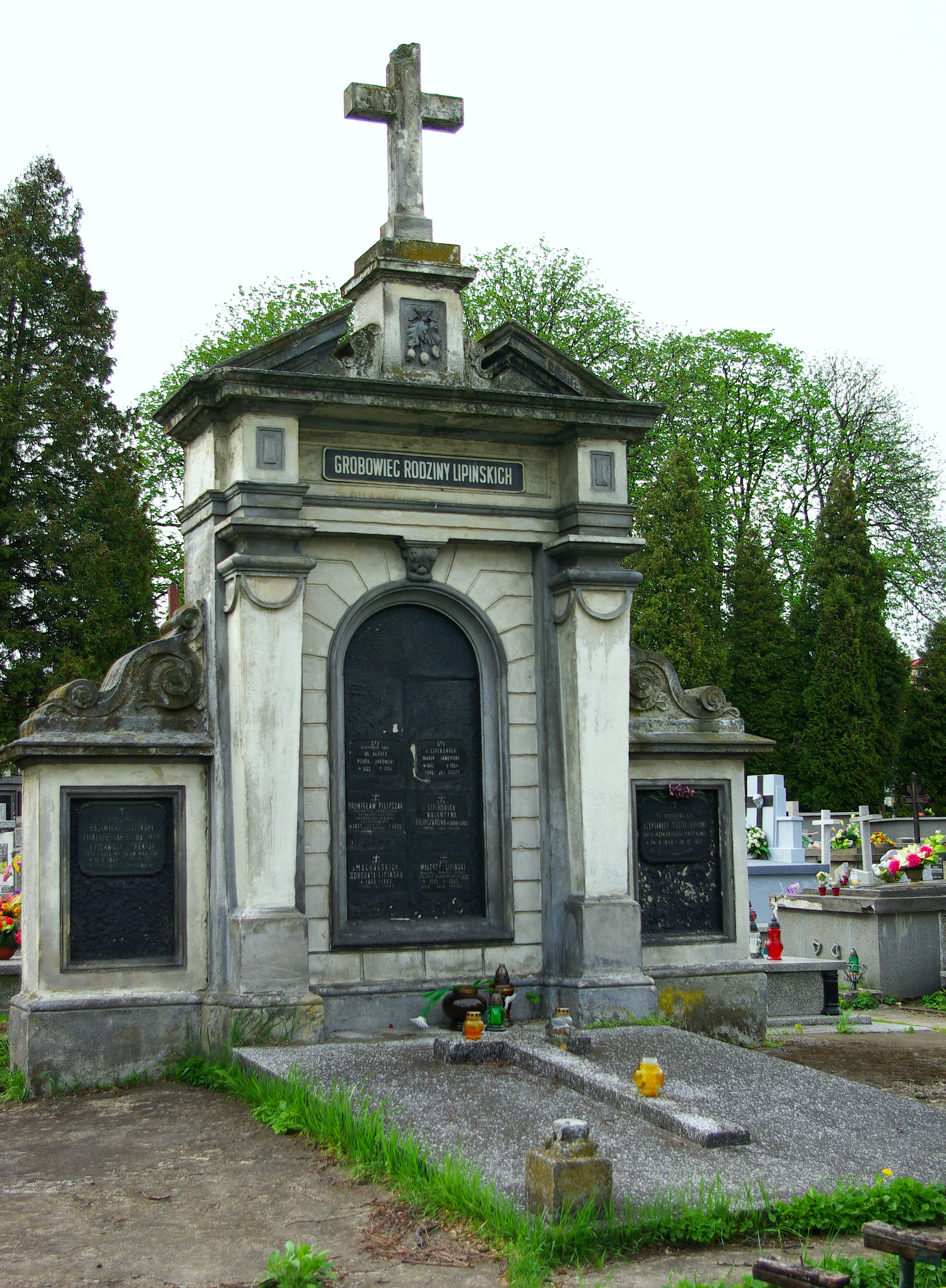
Grobowiec rodziny Lipińskich

Pochodził z rodziny osiadłej na ziemi sandomierskiej. Urodził się jako syn majstra kuśnierskiego Franciszka i Brygidy Lipińskich. Według jednych źródeł urodził się w Koprzywnicy, natomiast metryka chrztu Mateusza Bexy sporządzona w 1814 w parafii św. Floriana w Koprzywnicy wskazała pochodzenie z Zarzecza Miejskiego. Uczęszczał do gimnazjum w Sandomierzu. Po wybuchu powstania listopadowego, w wieku niespełna 19 lat, wraz ze swoim bratem ciotecznym, chłopem Mateuszem Beksińskim (1814–1886), zaciągnął się do oddziałów powstańczych i walczył w dywizji gen. Józefa Dwernickiego. Uczestniczyli w bitwach pod Dębem Wielkim 31 marca 1831 i pod Ostrołęką 26 maja 1831 (w tej drugiej Lipiński odniósł rany nogi). Udział w powstaniu zbliżył kuzynów jeszcze bardziej, a ich drogi życiowe zbiegły się na dalsze lata. Po otoczeniu oddziałów polskich i ich rozbiciu podkomendni generała zdecydowali się na przekroczenie granicy austriackiej. Tak uczynili również Beksiński i Lipiński, którzy szukali schronienia w Galicji na terenie zaboru austriackiego. Początkowo ukrywali się w sanockich lasach i okolicach miejscowości Bykowce, gdzie przebywali w leśniczówce. Po ostatecznej klęsce powstania pieszą wędrówką dotarli do Lwowa, w którym pobierali nauki w zawodzie kotlarza (mając na względzie brak przedstawicieli tego zawodu w Sanoku). Terminowanie trwało ok. 3–4 lata, po zakończeniu nauki zawodu pracowali w różnych miejscach jako czeladnicy. Tymczasem w ramach sankcji za uczestnictwo Lipińskiego w walkach powstańczych, władze rosyjskie dokonały konfiskaty majątku jego rodziny, a jej członkowie zostali zesłani na Syberię.
Pierwotnie ok. 1840 założyli w Sanoku warsztat kotlarski. Na przełomie lat 1845/46 Beksiński i Lipiński ponownie przybyli do Sanoka z zamiarem stałego osiedlenia się w tym mieście. Początkowo zatrzymali się w karczmie „Murowanka” (pod obecnym adresem ulicy Jagiellońskiej 48), gdzie początkowo zamieszkiwali, a jej właściciel udzielił im pomocy w zakupie terenów położonych tuż obok szynku – nabyli kilka morgów ziemi przy obecnej ulicy Jagiellońskiej (wówczas Lwowska), u zbiegu z ulicami Podgórze i ul. Stanisława Konarskiego, gdzie założyli warsztat kotlarski. Na zakupionym terenie, nad Potokiem Płowieckim położony był dworek pod ówczesnym adresem ulicy Lwowskiej 225, w którym w późniejszych latach zamieszkali. Po drugiej stronie ulicy Jagiellońskiej, dzisiejsza ulica Stanisława Konarskiego, tzw. „Na Stawisku”, od 1878 roku powstawał szpital miejski przy ul. Stanisława Konarskiego, zaś grunt potrzebny na doprowadzenie do niego ulicy z głównej arterii odsprzedali miastu Beksiński i Lipiński. Obaj wspólnie założyli zakład rzemieślniczy – warsztat kotlarski, w którym rozpoczęli produkcję kotłów, narzędzi miedzianych i innych przedmiotów użytkowych. Z czasem dołączono także dział kowalski i ślusarski oraz uruchomiono w nim produkcję narzędzi i urządzeń dla górnictwa i przemysłu naftowego, przemysłu gorzelniczego i browarnictwa. Po pewnym czasie ich praca uległa podziałowi – Mateusz zajmował się w szczególności rzemiosłem, a Walenty uprawą roli. Warsztat kotlarski był umiejscowiony przy obecnej ulicy Podgórze. W 1886 roku zmarł Mateusz Beksiński i wówczas Walenty Lipiński przekazał warsztat synowi Kazimierzowi (1857-1911), który następnie był twórcą i pierwszym dyrektorem Fabryki Wagonów, późniejszego Autosanu. Na przełomie 1889/1890 syn Walentego przeniósł fabrykę na tereny przy obecnej ulicy Konarskiego, a w 1897 na oddalone od centrum miasta, Posadzie Olchowskiej (grunty odsprzedało miasto).
Ponadto dokumenty wskazują, że w 1845 roku obaj działali w Sanoku jako przedsiębiorcy oczyszczający rowy melioracyjne. Dodatkowo Mateusz Beksiński prowadził duże gospodarstwo rolne. Wspólna działalność Beksińskiego i Lipińskiego miała swoje odniesienie także w życiu prywatnym, jako że w 1848 roku ożenili się z córkami Krzysztofa Machalskiego: Walenty poślubił Honoratę, a Mateusz młodszą z nich, Karolinę (obie były córkami mandatariusza w Sanoku). Trzecia z sióstr Machalskich, Józefa, została żoną Jakuba Kopii, późniejszego kasjera fabryki maszyn i wagonów w Sanoku (ich synem był Henryk Kopia).
Walenty Lipiński był posiadaczem ziemskim. Po wybuchu powstania styczniowego 1863 do jego domu po radę kierowali się chętni do walki, a w gospodarstwie Lipińskich ukrywano broń (o planowanej rewizji ostrzegł Walentego ówczesny starosta obwodowy Maksymilian Siemianowski), który sprzyjał sprawie niepodległościowego zrywu). Był także radnym miejskim (pierwsza kadencja 1867).
Jego żona Honorata (1826–1903) do końca życia prowadziła gospodarstwo nabyte pierwotnie przez męża. Ich dziećmi byli: Aleksander Teofil (1849–1897, inżynier kolei), Jan (1850-1851), Mieczysław Julian (1852-1864), Helena Józefa Leokadia (ur. 1855, zamężna z inż. Henrykiem Stoyem, deportowana na Syberię wraz z synową i wnukiem Tadeuszem Hoffem w 1940 i w tym samym roku zmarła w Minorze), Kazimierz (1857–1911, przedsiębiorca, poseł), Franciszek (zm. w 1861 w wieku 2 lat i 9 miesięcy), Marianna Zofia (1861-1873), Zofia Eleonora (1864-1872).
Walenty Lipiński do końca życia zamieszkiwał w Sanoku w domu pod numerem 225. Zmarł tamże 8 maja 1897 w wieku 85 lat. Został pochowany na cmentarzu przy ul. Rymanowskiej w Sanoku 10 maja 1897, a nad grobem przemawiali gwardian franciszkanów o. Alojzy Karwacki i Franciszek Bem. Grobowiec Lipińskich wykonał rzeźbiarz Stanisław Piątkiewicz. Został uznany za obiekt zabytkowy i podlega ochronie prawnej.
Wnuczka Walentego Lipińskiego, Walentyna, została żoną Bronisława Filipczaka, a prawnuczka była Helena Hoff została żoną Stanisława Kosiny.

## Upamiętnienie
Podobizny Mateusza Beksińskiego i Walentego Lipińskiego zostały uwiecznione na medalu wybitym na 150-lecie Autosanu w 1982, który zaprojektował Edward Gorol.
We wrześniu 2010 roku Zespół Szkół nr 3 w Sanoku (dawniej Zespół Szkół Technicznych, działający jako przyzakładowa placówka Sanockiej Fabryki Autobusów Autosan) przy ulicy Stróżowskiej 16 w dzielnicy Posada przyjął do swojej nazwy patronat Walentego Lipińskiego i Mateusza Beksińskiego. W holu szkoły 10 czerwca 2011 została ustanowiona tablica pamiątkowa poświęcona obu patronom szkoły, Mateuszowi Beksińskiemu i Walentemu Lipińskiemu. W treści inskrypcji wykorzystano cytat autorstwa poety Adama Asnyka: „Przeszłość nie wraca, jak żywe zjawisko / W dawnej postaci – jednak nie umiera: / Odmienia tylko miejsce, czas, nazwisko” Adam Asnyk. 1961 – 2011 z okazji jubileuszu 50-lecia szkoły oraz nadania imienia W. Lipińskiego i M. Beksińskiego. Sanok 10 czerwca 2011 r. Uczniowie Rada rodziców. Nad tablicą umieszczono portrety W. Lipińskiego i M. Beksińskiego.